# Verfassungsrecht (Vereinigte Staaten)
Als Verfassungsrecht (engl. Constitutional Law) bezeichnet man im Recht der Vereinigten Staaten das Rechtsgebiet, das sich mit den Bestimmungen der Verfassung der Vereinigten Staaten beschäftigt. Die Verfassung ist – neben der Rechtsprechung des Supreme Court of the United States – die wichtigste Rechtsquelle des US-amerikanischen Verfassungsrechts.

## Bundesgerichte undJudicial Review
Die Regeln über die Bundesgerichte finden sich in Artikel III der Verfassung. Für Justiziabilität (justiciability) bestehen drei Voraussetzungen: sie muss einen konkreten Rechtsstreit zum Gegenstand haben (keine bloße Rechtsberatung), dürfen zeitlich weder zu früh (ripeness) noch zu spät (mootness) vor Gericht gebracht werden und müssen von einer Person mit standing (~ Klagebefugnis) vor Gericht gebracht werden. Standing besteht, wenn der plaintiff (~ Kläger) einen konkreten Schaden (injury) vorbringt, der kausal auf den defendant zurückgeht und rechtsbehelfsfähig (redressable). So fehlt beispielsweise Mitgliedern des Kongresses das standing allein aufgrund ihrer Angehörigkeit zum Kongress verfassungswidrige Gesetze anzugreifen (Raines v. Byrd (1997)). Ebenso fehlt das standing, allein aufgrund ihrer Eigenschaft als Bürger oder Steuerzahler vor Bundesgerichten gegen Gesetze vorzugehen (Lujan v. Defenders of Wildlife, 504 U.S. 555 (1992)); Ausnahmen hiervon bestehen für die Establishment Clause für Steuerzahler, die vorbringen, der Kongress überschreite in Bezug auf diese seine Befugnisse.

## Befugnisse des Bundes zur Gesetzgebung
Die Befugnisse des Bundes über die Gesetzgebung (federal legislative powers) sind in Art. I Section 8 geregelt. Grundsätzlich steht nach dem 10. Verfassungszusatz die Befugnis zur Gesetzgebung den Bundesstaaten zu. Der Bund hat nur dann eine Befugnis, Gesetze zu erlassen, wenn die Verfassung sie ihm ausdrücklich zuordnet. Ausnahmen sind die Gesetzgebung über federal lands (~ Ländereien des Bundes), die Gesetzgebung zu den Indianerreservaten und die Gesetzgebung über den District of Columbia.
Zu den ausdrücklich zugewiesenen Befugnissen des Bundes gehören die tax and spening powers, die Befugnis unter der commerce clause (Außenhandel, Indianerreservate und interstate commerce clause). Nach dem 14. Verfassungszusatz hat der Bund zuletzt die Befugnis staatliche Diskriminierung zu unterbinden. Den Staaten bleibt im Übrigen die Befugnis selbst Gesetze im Bereich des interstate commerce zu erlassen, soweit sie dadurch die Dormant Commerce Clause nicht verletzen.

## Befugnisse der Exekutive
Der Präsident der Vereinigten Staaten hat im Inland die Befugnis Beamte und Richter des Supreme Court mit Zustimmung des Senats zu bestimmen, Begnadigungen für Strafen nach Bundesrecht auszusprechen und Gesetze des Kongresses durch Veto zu verhindern. Er kann ferner Mitglieder der Bundesverwaltung durch executive order anweisen (vgl. Youngstown Sheet & Tube Co. v. Sawyer).
Der Präsident kann Truppen entsenden, jedoch nicht ohne den Kongress einem anderen Staat den Krieg erklären. Ihm obliegt es, völkerrechtliche Verträge mit Zwei-Drittel-Mehrheit des Senats abzuschließen. Diese sind wie auch Bundesgesetze das supreme law of land. Sog. executive agreements stehen indessen im Rang unter dem Bundesgesetz.

## Supremacy Clauseund 10. Verfassungszusatz
Im Rahmen der General Police Powers der Bundesstaaten (10. Verfassungszusatz) können die Bundesstaaten grundsätzlich frei Gesetze erlassen. Soweit der Bund jedoch durch seine Befugnisse gedeckte Rechtsakte (statutes, regulations, völkerrechtlicher Verträge, executive agreements) erlassen ist, ist den Bundesstaaten durch die Supremacy Clause (Artikel VI) die Gesetzgebung verwehrt (sog. preemption). Preemption kann sowohl implied als auch express vorliegen. Express ist sie, wenn der Bund dies ausdrücklich darlegt. Implied ist sie, wenn Bundesgesetz und bundesstaatliches Gesetz sich widersprechen oder das bundesstaatliche Gesetz die Wirkung des Bundesgesetzes behindert. Implied ist sie auch, wenn ein Rechtsgebiet durch den Bundesgesetzgeber abschließend geregelt ist. Ein Bundesstaat kann somit weiterhin beispielsweise Gesetz im Bereich des zwischenstaatlichen Handels erlassen, wenn sein Rechtsakt nur indirekt wirkt und die örtlichen Vorteile die Nachteile für den zwischenstaatlichen Handel überwiegen (Kassel v. Consolidated Freightways Corp. (1981)).

## Dormant Commerce ClauseundPrivities and Immunities Clause
Es ist nach der Dormant Commerce Clause verfassungswidrig, wenn die Bundesstaaten ein Gesetz erlassen, das den innerstaatlichen Handel in diskriminierender Weise beeinträchtigt oder ihn übermäßig belastet (undue burden). Eine ähnliche Regelung enthält die Privileges and Immunities Clause. Sie regelt jedoch nur die Diskriminierung von US-Bürgern durch Bundesstaaten und betrifft neben gewerblicher Tätigkeit und fundamental rights. Beide Verfassungsklauseln können nebeneinander geltend gemacht werden. Diskriminierung ist nach beiden Klauseln ausnahmsweise zulässig, wenn sie einem important governmental interest dient und keine weniger diskriminierende Alternative besteht.

## Due Process Clause
Nach dem 5. (für den Bund) und dem 14. (für die Bundesstaaten) Verfassungszusatz darf die Regierung nicht einer Person Leben, Freiheit Eigentum nehmen, ohne den due process of law einzuhalten. Due Process of law zerfällt in zwei Bestandteile: procedural due process und substantial due process. Procedural due process meint, dass der betroffenen Person wenigstens die Gelegenheit gegeben werden muss, ihre Einwände vorzubringen und von einem unabhängigen Entscheider überprüfen zu lassen (vgl. etwa zur Notwendigkeit einer Anhörung Cleveland Board of Education v. Loudermill (1985)).
Für die Abwägung werden folgende Faktoren berücksichtigt: 1) Die Bedeutung der Individualinteressen, 2) der Wert der Verfahrensgarantien des Einzelnen und 3) das Regierungsinteresse an fiskalischer und administrativer Effizienz.
Ein Freiheitsverlust im Sinne der due process-Klausel liegt vor, wenn eine Person erheblich in ihrer Handlungsfreiheit eingeschränkt wird oder einer Freiheit aus der Verfassung oder einfachem Gesetz beraubt wird. Ausgeschlossen hiervon sind Fälle von defamation.
Property (Vermögen) ist weiter definiert als bloßes Grundeigentum und Fahrnis und umfasst auch berechtigte Forderungen und Ansprüche aufgrund von bundesstaatlichem oder Bundesrecht.

## Equal Protection Clause
Die equal protection clause schützt Menschen vor Ungleichbehandlung durch die Regierung. Nach dem 14. Verfassungszusatz gilt sie zunächst unmittelbar für die Bundesstaaten. Sie gilt über den 5. Verfassungszusatz und die doctrine of reverse incorporation jedoch auch für die Bundesregierung.
Verboten sind sowohl offensichtliche Diskriminierung als auch neutral scheinende Maßnahmen mit diskriminatorischer Wirkung und in diskriminatorischer Absicht.
Der Supreme Court wendet für die Equal Protection Clause drei verschiedene Prüfungsstandards an: rational basis, intermediate scrutiny und strict scrutiny.
Maßnahmen der Regierung im Bereich des rational basis review sind legitim, es sei denn, der Kläger kann beweisen, dass die Klassifizierung nicht vernünftigerweise (rationally) mit einem legitimen Regierungsinteresse verbunden werden können. Die Beweislast liegt beim Kläger.
Strict scrutiny gilt für suspect classifications; intermediate scrutiny gilt für quasi-suspect classifications. Suspect classifications sind Rasse (‚race‘), nationale Herkunft (national origin), und Nichtbürger (alienage). Intermediate scrutiny gilt für Geschlecht und uneheliche Kinder. Ausnahmsweise gilt lediglich rational basis review, wenn Bundesstaaten auswärtige Nicht-Bürger im Bereich der demokratischen Teilhabe benachteiligen; ebenso gilt lediglich rational basis review für Benachteiligung von auswärtigen Nicht-Bürgern durch den Kongress auf Bundesebene. Rational basis review gilt zuletzt ausdrücklich für Diskriminierung aufgrund des Alters, des Wohlstands oder einer Behinderung.